# Cow Cave

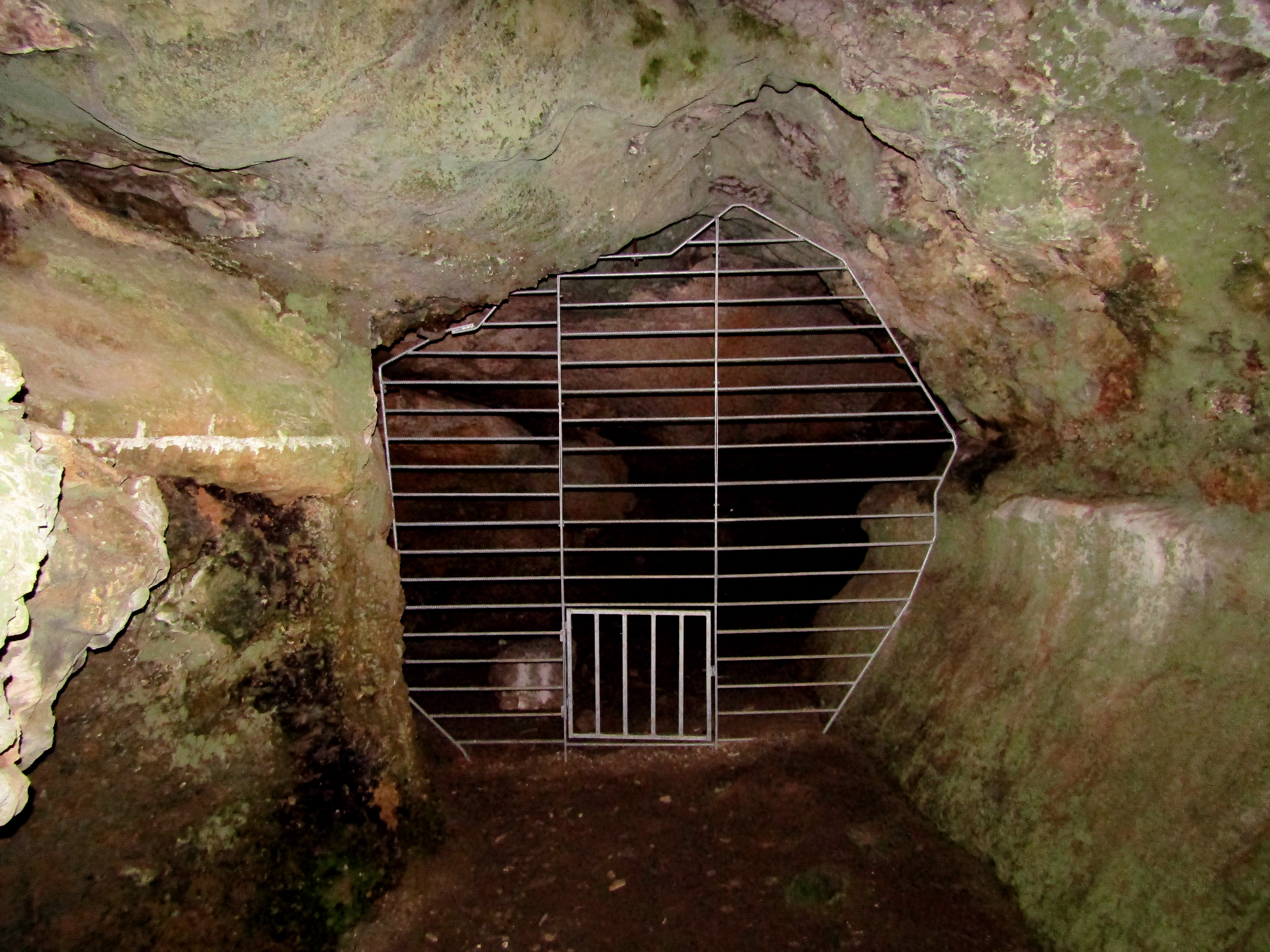
Gitter

Die Cow Cave (dt. Kuhhöhle) ist ein Kalksteinhöhle, südlich von Chudleigh, in Devon, in England. Sie steht seit 1992 als Scheduled Monument unter Denkmalschutz. Der an der Südseite eines Kalksteinfelsens befindliche gewölbte Eingang ist etwa 4,5 Meter hoch und 5,0 Meter breit.
Es war bekannt, dass die Kuhhöhle altsteinzeitliches Material enthält. Das Projekt „Cow Cave CC16“ war, als Reaktion auf anhaltende Schädigungen durch menschliche und natürliche Ursachen, eine 2016 einsetzende Rettungsgrabung mit Feldarbeiten und Laboranalysen. Die Höhle bewahrt eine aufschlussreiche Sedimentabfolge vom späten Mittelpleistozän bis zum Holozän auf. Analysen identifizierten Pollenansammlungen, die mit dem Interstadial von Aveley und der folgenden Kaltzeit verknüpft werden.
Zu den Wirbeltierfaunen gehören eine Ansammlung aus dem Mittelpleistozän, die der Aveleywarmzeit zugeordnet wird, und eine Säugetieransammlung aus dem späten Pleistozän die mittels Radiokarbonmethode auf (uncal). mehr als 46.000 v. Chr. datiert wurde. Zusätzlich wurde eine Datierung durch eine Uran-Thorium-Analyse vorgenommen, die das mittelpleistozäne Alter bestätigte. Zu den holozänen Einheiten am oberen Ende der Sequenz gehören eine Reihe von tuffartigen Stalagmiten und dunklen Erdsedimenten mit zugehörigen Pollen und einer Wirbeltiermikrofauna, insbesondere eine reichhaltige Herpetofauna.
Bei der Untersuchung wurden in der Höhle keine eindeutig identifizierbaren Feuersteinartefakte gefunden, obwohl die genauere Datierung des unteren Teils der Sequenz einen besseren Zusammenhang für von früheren Ausgräbern gefundene Artefakte insbesondere für Abschlagwerkzeuge bietet, die vorläufig dem frühen Mittelpaläolithikum (vor 300.000–200.000 Jahren) zugeordnet werden.
Bei der Ausgrabung im holozänen Tuff gefundene Holzkohle wurde mittels Radiokarbonmethode auf ein Alter von 6049 bis 5901 v. Chr. (kal.) datiert und lieferte den ersten Beleg für mesolithische Aktivitäten im Gebiet der Chudleigh Rocks.